# NGC 4803
NGC 4803 (również PGC 44061) – zwarta galaktyka znajdująca się w gwiazdozbiorze Panny. Odkrył ją Albert Marth 25 marca 1865 roku.